# Конец пути
«Конец пути» (англ. Journey’s End — британский художественный фильм, поставленный режиссёром Солом Диббом по пьесе Роберта Седрика Шериффа «Конец путешествия» (1928), повествующей о событиях Первой мировой войны.
Фильм был показан в разделе «Специальные презентации» на Международном кинофестивале в Торонто в 2017 году.

## Сюжет
История рассказывает о юном Джеймсе Рэйли, который записывается на войну под командованием своего старого школьного приятеля Стэнхоупа. Условия в окопах вынудили Стэнхоупа прибегнуть к бутылке, но Рэйли это почти не смущает. Интел говорит, что немцы в любой день начнут наступление в Северной Франции.

## В ролях
| Актёр            | Роль                  |
| ---------------- | --------------------- |
| Эйса Баттерфилд  | 2-й лейтенант Рэйли   |
| Сэм Клафлин      | капитан Стэнхоуп      |
| Пол Беттани      | лейтенант Озборн      |
| Том Старридж     | 2-й лейтенант Хибберт |
| Тоби Джонс       | рядовой Мэйсон        |
| Стивен Грэм      | 2-й лейтенант Троттер |
| Роберт Гленистер | полковник             |
| Майлз Джапп      | капитан Харди         |

## Производство
Фильм снимался на киностудии Pinewood Studios Wales в Кардиффе. Натурные съёмки проводились в Саффолке неподалёку от Ипсвича.